# Ludvík z Noailles
Ludvík z Noailles (21. dubna 1713, Versailles – 22. srpna 1793, Saint-Germain-en-Laye) byl francouzský pair a maršál Francie. Jeho matkou byla Františka Šarlota d'Aubigné, neteř Madame de Maintenon, a jeho tetou byla Marie Viktorie z Noailles, snacha krále Ludvíka XIV.

## Život
Ludvík byl až do smrti svého otce v roce 1766 vévodou z Ayen, poté se stal vévodou z Noailles. V necelých čtyřiadvaceti letech se 25. února 1737 oženil s Kateřinou Františkou Šarlotou z Cossé-Brissac, s níž měl čtyři děti, dva syny a dvě dcery: Jana Pavla, Adrianu Kateřinu a Emanuela a Filipínu Luisu. Bez zvláštního vyznamenání sloužil ve většině válek osmnáctého století, v roce 1775 byl nicméně jmenován maršálem Francie. Během francouzské revoluce odmítl emigrovat a před gilotinou jej zachránila jeho smrt v srpnu roku 1793.

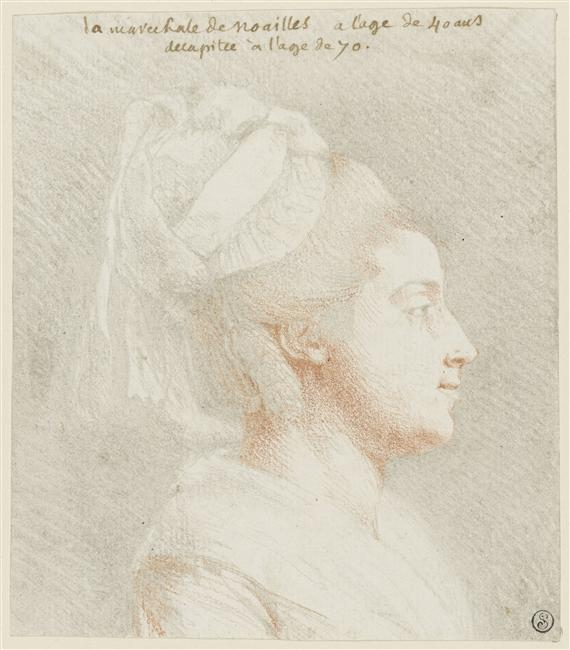
Velice reálné znázornění jeho manželky, Kateřiny z Cossé-Brissac (1724–1794), 1764.

## Rodina
Vévodova vdova, vnučka a snacha zemřely 22. července 1794 pod gilotinou, o dvacet pět dní později pak jeho bratra a sestru, švagrovou, jejich snachu a neteř potkal stejný osud. Další vnučka Adriana, manželka Gilberta du Motier, byla zachráněna díky úsilí tehdejšího amerického ministra Jamese Monroea. Adriana a její manžel jsou pohřbeni s rodinou Noailles a dalšími šlechtici, kteří zemřeli pod gilotinou, na hřbitově Picpus.
Nástupcem Ludvíka z Noailles se stal jeho nejstarší syn Jan z Noailles.